# Lautoka
Lautoka ist die drittgrößte Stadt Fidschis und das Zentrum der Zucker- und Holzproduktion. Sie liegt im Nordwesten der Insel Viti Levu etwa 25 km nördlich des Nadi International Airport.
Sie ist Teil der Provinz Ba in der Western Division. Laut Volkszählung von 2007 hatte sie 52.220 Einwohner und ist eine incorporated city mit eigener Stadtverwaltung.
Die Lautoka-Zuckerraffinerie (zwischen 1899 und 1903 gebaut) ist eine der größten ihrer Art auf der Südhalbkugel. Neben Zucker werden in Lautoka auch Dünger und verschiedene Alkoholika (South Pacific Destilleries) hergestellt.
Sehenswürdigkeiten in Lautoka sind der Markt, die Jame-Moschee, der Sikh-Tempel, der Sri-Krishna-Kaliya-Tempel und ein Botanischer Garten.
Es bestehen Busverbindungen nach Suva und Nadi. Schiffe fahren auf die Yasawas sowie nach Beachcomber Island und Treasure Island.

## Geschichte

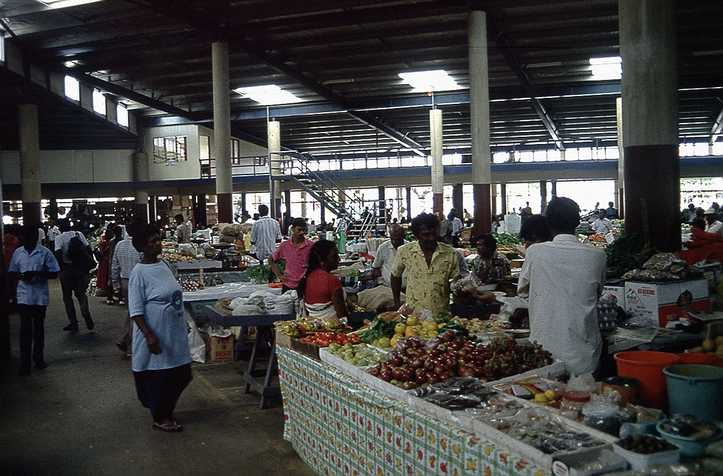
Markthalle Lautokas

Das erste Mal in Erscheinung trat das Gebiet um Lautoka am 7. Mai 1789, als Kapitän William Bligh von der HMS Bounty hier nach einer Meuterei die Küste sichtete und kartierte. 1929 wurde sie als Stadt anerkannt, und am 25. Februar 1977 erhielt sie den Status einer City.

## Bekannte Söhne und Töchter
- Vijay Singh (* 1963), Profigolfer
- Sterling Vasconcellos (* 2005), Fußballspieler